# Чигарёв, Михаил Михайлович
Михаил Михайлович Чигарёв (1 января 1945, Москва — 26 марта 2023) — советский и российский актёр театра, кино и дубляжа.

## Биография
Родился в Москве. Отец известный в довоенной Москве музейный художник, одно время был главным художником ВСХВ (ВДНХ), музея Октябрьской Революции, музея М. И. Калинина. Отец ушёл из семьи, оставив пятерых детей, переехал в Батуми, работал главным художником батумского музея Революции, скончался и похоронен в Батуми.
Мать — скульптор, художник-оформитель. Умерла в 1953 году после долгой тяжелой болезни. Чигарёв остался с тремя родными старшими сёстрами и братом по матери. Средняя из сестер Марта фактически заменила ему мать. С 5-го по 8-й класс учился в школе-интернате, полное среднее образование получил в школе рабочей молодёжи. Работал с 15 лет: в 1960—1963 гг. помощником чертёжника, а с 1963 года — и. о. техника в проектном институте Минздрава РСФСР.
По окончании школы подал документы во ВГИК и, пройдя конкурсные экзамены, в 1964 году поступил на актёрское отделение (мастерская Михаила Ромма). Через год, после окончания первого курса, его призвали в Вооружённые силы СССР; учился в сержантской школе в Горьком, затем с 1965 по 1967 год службу проходил в группе военнослужащих артистов в Центральном театре Советской армии, в штат которого был вызван по ходатайству Сергея Герасимова. В этом театре играл, в частности, с Евгением Стебловым, Сергеем Никоненко, Сергеем Шакуровым.
После увольнения из ВС СССР в запас вернулся для продолжения учёбы во ВГИК на курс Б. А. Бабочкина, в 1970 году окончил институт и с этого года по 1992 — актёр Театра-студии киноактёра.
Снимался в советском кино в 1970-е-1980-е годы. Были роли и в последующее время. Среди работ: главная роль рядового ракетного дивизиона Александра Дедова в музыкальной комедии «Лето рядового Дедова» и старший инспектор МУРа капитан Станислав Павлович Тихонов в фильме о буднях Московской милиции «Город принял». Снимался в знаковых советских фильмах «Свой среди чужих…» (дебютный полный метр Никиты Михалкова), «Раба любви», «Они сражались за Родину», «Версия полковника Зорина», «Сибириада», «Рождённая революцией», «Михайло Ломоносов», «В зоне особого внимания».
В 1989 году сыграл эпизодическую роль милиционера в культовом советском боевике «Криминальный квартет». В 2006 году снялся в роли Никиты в детективе «Классные игры». Спустя два года он получил роль в молодёжном сериале «Ранетки». В 2018 году принял участие в документальном цикле «Тайны кино».
Всего Михаил Михайлович принял участие в создании около 80 фильмов.
Последнее время жил в селе Никитская Слобода Переславского района Ярославской области.
Скончался 26 марта 2023 года на 79-м году жизни после продолжительной болезни. Прощание с артистом прошло 28 марта 2023 г. в Переславле-Залесском. Похоронен там же на городском кладбище.

### Семья
Сестра Марта Каменская (15.06.1936 — 18.11.2024) — член Союза художников России, художник-модельер, член Московского союза художников. Участница выставок моды в Москве, Париже, Нью-Йорке.
Был дважды женат:
- первая жена — Елена Югина (Чигарева). У Елены с Михаилом была дочь Наталия, умершая в юности.
- вторая жена — Нина Ермилова, художник по костюмам, член Союза кинематографистов России[2]; проработала более 25 лет на киностудии им. Горького[7]. Познакомилась с Михаилом на съёмках советско-американского фильма-триллера «Феофания… (Time Of Darkness)»[2]. Детей у них с Михаилом не было[7].

## Творчество

### Фильмография
1. 1969 — Зинка — Николай
2. 1970 — Мишка принимает бой — Василий Королёв, младший лейтенант
3. 1971 — Возвращение катера — Сергей Хромов
4. 1971 — Красная метель — Ион Еникэ (озвучивает Владимир Ферапонтов)
5. 1971 — Лето рядового Дедова — Александр Дедов, рядовой
6. 1972 — Красно солнышко — солдат с губной гармошкой
7. 1972 — Инженер Прончатов — младший лейтенант милиции
8. 1973 — Дела сердечные — эпизод
9. 1973 — Берега — парень на танцах
10. 1974 — Самый жаркий месяц — Коля, диспетчер
11. 1974 — Свой среди чужих, чужой среди своих — налётчик
12. 1974—1977 — Рождённая революцией — капитан Олег Боровков
13. 1975 — Раба любви — Вялин, бывший агент царской охранки, подручный Федотова
14. 1975 — Назначаешься внучкой — Карл, немецкий ефрейтор
15. 1975 — Они сражались за родину — солдат полка
16. 1976 — Жизнь и смерть Фердинанда Люса — член наблюдательного совета концерна
17. 1976 — Солдаты свободы — Шорников, летчик-майор
18. 1976 — На крутизне — Пётр Бавкин
19. 1977 — Приезжая — Владимир Сергеевич Корнеев, бывший муж Марии
20. 1977 — Рука об руку
21. 1977 — В зоне особого внимания — гвардии старший лейтенант Кириков
22. 1977 — Гонки без финиша — сотрудник заводоуправления
23. 1978 — Целуются зори — пассажир с гитарой в каюте парохода (нет в титрах)
24. 1978 — Иванцов, Петров, Сидоров — милиционер
25. 1978 — Однокашники — Кутепов
26. 1978 — Сибириада — жандарм
27. 1978 — Особых примет нет (СССР, Польша) — Сазонов (Василий Сироткин), эсер
28. 1978 — Версия полковника Зорина — сообщник Рустама
29. 1979 — Что-то с телефоном (короткометражный) — гость
30. 1979 — Город принял — инспектор МУРа капитан Станислав Тихонов
31. 1979 — Поэма о крыльях — Погосский, конструктор
32. 1980 — Молодость. Выпуск 3 — Григорьев, новелла «Лаборатория»
33. 1980 — Кто заплатит за удачу? — Соколов, поручик контрразведки
34. 1980 — Контрольная полоса — Эмиль
35. 1980 — Карл Маркс. Молодые годы | Karl Marx — die jungen Jahre (СССР, ГДР) — делегат конгресса (нет в титрах)
36. 1981 — Через Гоби и Хинган — офицер-пограничник
37. 1981 — Портрет жены художника — автомобилист
38. 1981 — Восьмое чудо света — болгарский тренер
39. 1981 — Ответный ход — гвардии подполковник Кочуба
40. 1982 — Смерть на взлете — Поваров
41. 1982 — Случай в квадрате 36-80 — офицер штаба
42. 1983 — Возвращение с орбиты — Павлов
43. 1983 — Лунная радуга — Джодер
44. 1983 — Клетка для канареек — эпизод
45. 1984 — Позывные «Вершина» — Андрей
46. 1984 — Счастливая, Женька! — старший смены на скорой (нет в титрах)
47. 1985 — Третье поколение — Бошняк
48. 1985 — Знай наших! — судья
49. 1985 — Салон красоты — сосед Маши
50. 1985 — Скакал казак через долину — эпизод
51. 1986 — Верую в любовь — ведущий передачи «Вспоминают ветераны»
52. 1986 — Михайло Ломоносов — Павел Васильевич Чичагов
53. 1987 — Ночной экипаж — один из родителей
54. 1987 — На исходе ночи
55. 1989 — Визит дамы — Глютц, судебный исполнитель
56. 1989 — Прямая трансляция — милиционер
57. 1989 — Беспредел — майор с мегафоном
58. 1989 — Криминальный квартет — подполковник («Выключай борзометр, Сараев!»)
59. 1989 — Сталинград — офицер
60. 1990 — Заложница — прапорщик
61. 1991 — Феофания, рисующая смерть — отец Анны
62. 1991 — Охота жить (к/м) — напарник Емельянова
63. 1992 — Шамиль — подпоручик Андриевский (нет в титрах)
64. 1993 — Четвёртая сторона треугольника (ТВ)
65. 2003—2007 — Моя Пречистенка — Тихомиров, профессор
66. 2004 — Тайный знак-3. Формула счастья
67. 2006 — Классные игры — Никита
68. 2008 — Савва — судья
69. 2008—2010 — Ранетки — Петр Никонорович Кулёмин, дед Лены
70. 2010 — Дежурный ангел — профессор Лощинский
71. 2011 — Сделано в СССР — профессор Станкевич
72. 2011 — Объект 11 (сериал) — Константин Николаевич Чугунов, доктор
73. 2011 — Метод Лавровой — Семён Степанович Ивашин, бывший директор музея
74. 2017 — Тлена нет — Борис Николаевич Шабер, профессор

### Озвучивание
- 1971 — Маленькая исповедь / Maža išpažintis — Бенас (роль Витаутаса Кярнагиса)
- 1972 — Похищение по-венгерски / Emberrablás magyar módra
- 1972 — Потому что они любят друг друга / Pentru ca se iubesc
- 1972 — Весёлый роман — Дато (роль Рамаза Гиоргобиани)
- 1975 — Первая ласточка — Иване (роль Р. Тавадзе)
- 1978 — Особых примет нет / Znaków szczególnych brak — Ф. Э. Дзержинский (роль Петра Гарлицкого)

### Участие в фильмах и передачах
1. ТВ-передача «Пока все дома» (2013), ведущий Тимур Кизяков[2];
2. Тайны кино (документальный цикл, 2017—2018);

- - выпуск «В зоне особого внимания» (2018);
  - выпуск «Раба любви» (2018);